# Roberto Bolaño
Roberto Jonatán Bolaño Ávalos (ur. 28 kwietnia 1953 w Santiago, zm. 15 lipca 2003 w Barcelonie) – chilijski pisarz, poeta i prozaik.

## Dzieciństwo w Chile
Roberto Bolaño urodził się w Santiago, ale spędził swoje dzieciństwo w różnych miejscach, między innymi w Cauquenes, Valparaíso, Quilpué, Viña del Mar czy Los Angeles. Sam pisarz niejednokrotnie podkreślał, że urodził się w Santiago, ale nigdy tam nie mieszkał. Rodzina Roberto Bolaño należała do klasy średniej. Matka pisarza, Victoria Ávalos, była z zawodu nauczycielką matematyki, natomiast ojciec, León Bolaño, był kierowcą ciężarówki. Bolaño miał także siostrę o imieniu María Salomé.
Według matki pisarza, Roberto w wieku 3 lat sam nauczył się czytać, a już w wieku 6 lat napisał swoje pierwsze opowiadanie, którego tematem były kury.

## Młodość w Meksyku
W 1968 roku, gdy Bolaño miał 15 lat, wraz z rodziną przeprowadził się do stolicy Meksyku, gdzie spędził swoje nastoletnie lata. Powodem przeprowadzki był zły stan zdrowia Victorii. Według przyjaciół pisarza, Roberto Bolaño spędził swoje pierwsze dni w nowym miejscu zamieszkania nie wychodząc z domu. Jedyne, czym się zajmował to palenie papierosów i pisanie. W wieku 16 lat zrezygnował ze szkoły, oddając się od tej pory całkowicie czytaniu i tworzeniu tekstów. Większość dni spędzał w miejskiej bibliotece lub księgarniach. Jego ulubieni pisarze to przede wszystkim: Jorge Luis Borges, Adolfo Bioy Casares i Franz Kafka. Według rodziców i przyjaciół pisarza, Roberto był buntowniczym i aroganckim nastolatkiem. Głosił swoją własną ideologię, której mocno się trzymał. Bolaño sam kształcił się w zakresie literatury i polityki. Według niektórych krytyków brak wykształcenia Bolaño jest widoczny w jego twórczości, co z drugiej strony czyni ją bardziej innowacyjną.

## Powrót do Chile
W 1973 roku Roberto Bolaño powrócił do Chile podczas Zamachu Stanu z 11 września, z zamiarem poparcia Salvadora Allende. Podczas podróży autobusem został zatrzymany i zamknięty w więzieniu na 8 dni. Dzięki pomocy znajomych ze szkoły, którzy byli wśród policjantów, udało mu się uciec z Chile. Zdarzenie to jest zawarte w opowiadaniu „Detectives” z książki Rozmowy telefoniczne. Podczas całego swojego życia Roberto Bolaño utrzymywał nie najlepsze stosunki z Chilijskimi kręgami literackimi. Pomimo dużego międzynarodowego sukcesu, Bolaño nigdy nie wygrał najważniejszej nagrody literackiej w Chile- Premio Nacional de Literatura de Chile.
Po powrocie do Meksyku, wraz z pisarzem Mario Santiago założył ruch literacki o nazwie Movimiento infrarrealista. Ruch ten pojawia się w powieści Bolaño Dzicy detektywi. Była to grupa młodych poetów, którzy opierali się panującym trendom w literaturze Chile oraz systemowi wartości tamtego okresu.

## W Hiszpanii
W 1977 roku po separacji rodziców, Roberto Bolaño emigrował do Barcelony w celach ekonomicznych. Początkowo utrzymywał się głównie z różnych prac dorywczych, rozpoznawalnym pisarzem stał się w połowie lat 80., jednak sławę przyniosły mu dopiero książki napisane pod koniec lat 90. Żył w bardzo złych warunkach, poświęcając każdą wolną chwilę pisaniu. W tym okresie poznał swoją przyszłą żonę Caroline López, z którą w 1984 roku przeprowadził się do Blandes na wybrzeżu Costa Brava. Również w 1984 roku miała miejsce publikacja jego pierwszej powieści Consejos de un discípulo de Morrison a un fanático de Joyce. Roberto Bolaño miał dwójkę dzieci- Lautaro i Alexadre. W 1992 roku zaczął mieć problemy ze zdrowiem, z którymi później walczył ponad 10 lat swojego życia. Pomimo złego stanu zdrowia nie przestał tworzyć tekstów i rozsyłać ich do wydawnictw. Wielce oczekiwany sukces miał miejsce w 1996 roku wraz z publikacją dwóch powieści- Literatura faszystowska w obu Amerykach (La literatura nazi en América) oraz Gwiazda daleka (Estrella distante). Książka, która przyniosła pisarzowi największy sukces to opublikowana w 1988 roku nowela Dzicy detektywi (Los Detectives Salvajes), za którą został uhonorowany prestiżową nagrodą Premio Rómulo Gallegos. W 2003 roku Bolaño, po wielu latach choroby, oczekiwał na przeszczep wątroby. W tym okresie jego największym zmartwieniem było zagwarantowanie stabilności ekonomicznej swojej rodzinie. Jego ostatnim dziełem była powieść 2666, która została opublikowana po śmierci pisarza. Roberto Bolaño zmarł 15 lipca 2003 roku w oczekiwaniu na przeszczep wątroby. Największy sukces pojawił się po śmierci autora, a jego twórczość stała się znana nie tylko w państwach hiszpańskojęzycznych

## Twórczość
W twórczości Roberto Bolaño można znaleźć wiele powiązań między życiem pisarza a literaturą. W swoich utworach (z reguły niezbyt długich) Bolaño ukazuje różne aspekty chilijskiej historii (ze szczególnym uwzględnieniem puczu z 1973) i mentalności. Miesza zdarzenia autentyczne z wymyślonymi, na kartach jego powieści pojawiają się postaci realnie istniejące, np. Pinochet i Pablo Neruda (w Chilijskim nokturnie). Jego powieści posiadają cechy metaliteratury – pojawia się mnóstwo odniesień do innych pisarzy, utworów czy prądów literackich. Tematy, jakie porusza w swojej twórczości to przede wszystkim; przyszłość Ameryki Łacińskiej, zło, rzeczywistość, śmierć, przemoc czy brak moralności. Większość bohaterów w powieściach Bolaño to pisarze, dla których literatura jest wszystkim. Jego nowele mają formę otwartą, a prozę tworzą niepołączone ze sobą sceny, w których prawie wcale nie pojawiają się opisy. Autor niejednokrotnie podkreślał, że po zakończeniu tworzenia tekstu starał się całkowicie o nim zapomnieć, żeby nie powtarzać fabuły i motywów w kolejnych tekstach. Według samego autora, wszystkie jego dzieła są w pewien sposób ze sobą powiązane, również proza i poezja tworzą całość. Przy okazji otrzymania nagrody Premio Rómulo Gallegos Bolaño oświadczył, że całą swoją twórczość dedykował młodemu pokoleniu Ameryki Łacińskiej.
W powieści Żołnierze spod Salaminy hiszpańskiego pisarza Javiera Cercasa Bolaño jest najważniejszym informatorem głównego bohatera.
Na polski tłumaczony, między innymi, przez Carlosa Marrodána Casasa, Tomasza Pindla, Katarzynę Okrasko czy Krzysztofa Katkowskiego.

## Polskie przekłady
- 2666 (2666 2005) – wydanie pośmiertne
- Amulet (Amuleto 1999) – rozwinięcie wątku poetki ukrywającej się w uniwersyteckiej toalecie podczas zamieszek z roku 1968 z powieści Dzicy detektywi
- Chilijski nokturn (Nocturno de Chile 2000)
- Dzicy detektywi (Los Detectives Salvajes 1998)
- Dziwki morderczynie (Putas asesinas 2001)
- Gwiazda daleka (Estrella distante 1996) – powieść będąca dopełnieniem ostatniego rozdziału Literatury faszystowskiej...
- Literatura faszystowska w obu Amerykach (La literatura nazi en América 1996)
- Lodowisko (La Pista de Hielo 1993)
- Monsieur Pain (1999) – reedycja książki wydanej w 1984 roku zatytułowanej pierwotnie La senda de los elefantes (Ścieżka słoni)
- Rozmowy telefoniczne. Opowiadania (Llamadas telefonicas 1997)
- Trzecia Rzesza (El III Reich 2010) – wydanie pośmiertne